# نيكول فورستر
نيكول فورستر هي منافسة ألعاب القوى كندية، ولدت في 17 نوفمبر 1976 في أورورا في كندا.

## وصلات خارجية
- نيكول فورستر على موقع الاتحاد الدولي لألعاب القوى (الإنجليزية)
- نيكول فورستر على موقع الاتحاد الكندي لألعاب القوى (الإنجليزية)
- نيكول فورستر على موقع اللجنة الأولمبية الدولية (الإنجليزية)
- نيكول فورستر على موقع أوليمبيديا (الإنجليزية)
- نيكول فورستر على موقع اللجنة الأولمبية الكندية (الإنجليزية)
- نيكول فورستر على موقع اتحاد ألعاب الكومنولث (مؤرشف) (الإنجليزية)
- نيكول فورستر على موقع دورة ألعاب الكومنولث 2006 (مؤرشف) (الإنجليزية)